# Off Course
Off Course（オフコース），為1969年至1989年之間活動的日本流行音樂團體。

## 概略
由小田和正、鈴木康博、地主道夫、須藤尊史四人，1964年於神奈川縣橫濱市聖光学院高等學校就讀高中時代所組成的民謠樂團，為Off Course的前身。1969年，小田、鈴木、地主三人以聲援他們的友人所組成的棒球隊名「OF COURSE」加上一個「F」，將團名定為「The Off Course」（．．，此團名同時也有「偏離航道」之意），翌年（1970年）推出單曲正式出道。當初他們是以木吉他彈奏為中心，演唱民謠風歌曲的樂團，雖然在當時實力已經受到好評，卻仍然長年未見暢銷曲。其後成員雖迭有更替，但小田與鈴木仍為基本核心人物。1972年起，團名開始改為「Off Course」（．，1977年起日文拼法則去除了兩字中間的黑點一路用至解散）。
於組團第9年的1979年時，隨著吉他手松尾一彦、貝斯手清水仁與鼓手大間的加入，Off Course開始逐步轉型成帶有鍵盤與電子合成樂器的搖滾風樂團。成軍第十年時以一曲大為走紅，之後陸續推出多首暢銷曲，成為當時的代表性重量級樂團。然而在當時音樂節目的全盛期中，其他樂團均以上電視演出博得知名度時，Off Course卻幾乎不上電視，而一直堅持專注於唱片製作與演唱會活動。他們簡單和普遍以「愛」為主題的歌詞，以及融入當時稱作「新音樂」（New Music）的西洋流行曲風加上優美的和聲，均吸引不少樂迷。而Off Course的歌曲，近年仍有不少歌手翻唱。
1982年鈴木宣告退出（但實際上早在1979年時就已萌生辭意）時，小田一度曾經考慮將Off Course解散，但後來則成為暫時停止活動。1984年起以剩餘四人的陣容重回樂壇後仍有不少暢銷曲，依舊頗受歡迎。四人組的Off Course在近五年的活動之後，於組團第19年的1989年解散。之後小田與鈴木均有個人的音樂活動，松尾、清水、大間在各自單飛發展後，於1999年3月組成樂團Acoustic Beatles Club共同活動。雖然樂迷希望他們重組的聲浪仍高，但目前的可能性仍然稀薄。
對於重組這件事，小田在2004年12月25日播出的中，曾提起Off Course，話題中曾表達出「對前團員而言（Off Course）已經結束」、「Off Course（重組）已經不可能」之意的發言。另外在2004年10月～12月播出的音樂節目中，小田也曾提及「Off Course就像是學校，總有一天要從學校畢業的」。
至於另一位核心人物鈴木康博對重組的態度，基本上則與小田同樣顯得消極。不過相對於小田對Off Course重組之事一向不曾多提，鈴木則提過較為具體的想法。他認為如果樂團要重組就得製作新曲，不能老是唱從前的歌，給人一成不變的印象。他也曾陸續在2005～2007年間的演唱會上説過：「小田跟我追求的音樂方向並不相同，所以還是維持現狀，各自發展比較好」。

## 音樂創作方式
Off Course的錄音方針，是採取能讓五名團員都能演奏的編曲方式進行。最初是在連曲名與歌詞都沒有的狀態下先譜寫和弦，再依據團員們的意見增添修飾，最後才加上歌詞。小田在1982年NHK播出的節目中受訪時曾表示：「因為不喜歡用多次錄音的方式，所以在音樂上雖然也會有不盡完美之處，不過只要能讓聽眾在心目中覺得夠完美那就好了」。

## 樂團成員

### 解散前正式成員
小田和正（（結成 - 解散）　1947年9月20日－）鍵盤樂器
神奈川縣橫濱市金澤區出身。東北大学工學系、早稻田大學理工學系建築科研究所畢業。
清水仁（（1979年8月1日－解散）　1950年11月25日－）貝斯手
大阪府大阪市西成区出身。曾提過最尊敬的人是「自己」。在演唱會中也擔任和聲工作。曾為「The Bad Boys」樂團成員，1976年10月起加入Off Course。
大間ジロー（（1979年8月1日－解散）　1954年5月14日－）鼓手
本名大間仁世，秋田縣鹿角郡小坂町出身。秋田縣立大館鳳鳴高等学校畢業。高中時代與松尾結識後開始共同參與音樂活動。曾與松尾一彦同為4人組樂團「Janet」成員，1976年5月起加入Off Course。
（（1979年8月1日－解散）　1954年8月7日－）吉他手、口琴
秋田縣山本郡八森町（現：八峰町）出身。秋田縣立能代高等学校畢業。童年就開始音樂的啟蒙，5歳時即開始作曲。在Off Course時期也曾為其他歌手寫曲。曾為「Janet」成員，1976年10月起加入Off Course。

### 解散前離團成員
地主道夫　（結成－1971年2月左右）吉他手
由於一心有志於學習建築，於1971年放棄音樂活動，日後也曾自述「在音樂方面，自己是無法勝過小田的」，但與小田仍然私交甚篤。1973年於大型建築公司竹中工務店就職，在職期間曾設計愛瑪仕、PRADA等海外時尚品牌的日本門市店面。在屆齡退休前離職獨立開業，如今已是著名的建築設計師，並曾為母校聖光學院的校舎改建工程擔任設計與監修，耗費七年時間完成。新校舍完成時，小田也重回母校舉辦了三天的演唱會。
須藤尊史　（結成－1965年）鼓手
高三時的聖光祭中，與小田、鈴木、地主一起上台表演。
小林和行　（1970年10月左右－1972年5月19日）貝斯手
小田、鈴木的聖光學院學弟。加入當時已經是早稲田大學理工學系的學生，後來在小田等人勸說之下重回學業，1976年於早稲田大学建築系畢業後，曾於安井建築設計事務所就職，1987年創業成立「株式会社K3建築設計事務所」並擔任負責人至今。
吉田浩二　（1972年5月13日－5月19日）和音
当時Off Course的經紀人，於第1屆東京音楽祭演出時以助陣方式暫時加入。
城間正博　（1978年12月－1979年1月）鼓手
1973年－1976年曾以「The Bad Boys」鈴鼓手身分與清水共同活動。於1978年秋季巡迴演唱活動時暫時加入，替代生病的大間。
鈴木康博（（結成－1983年8月31日）　1948年2月18日－）吉他手
最初期創團元老人物之一，静岡縣田方郡修善寺町（現：伊豆市）出身。東京工業大學工學系控制工程科畢業。所寫的歌詞通常充滿陽剛氣息，與小田的陰柔形成對比。在編曲方面也大為發揮功力。但鈴木的離團不僅幾乎對樂團存續產生影響，也成為往後Off Course在音樂風格方面的重大轉捩點。

## 主要作品
- 入榜名次均以日本ORICON公信榜為準。

### 單曲
1. （1970年4月5日）
2. （1971年10月5日）
3. （1972年4月25日）
4. （1973年2月20日）
5. （1974年4月5日）
6. （1974年10月20日）
7. （1975年12月20日）最高第48名
8. （1976年5月5日）
9. （1976年10月5日）
10. （1977年2月5日）
11. （1977年8月5日）
12. （1977年11月20日）最高第89名，A面為日本電視台電視劇《向日葵之家》（ひまわりの家）主題歌，亦為Off Course所有單曲中唯一置於A面的鈴木康博作品
13. ／（1978年4月5日）
14. ／（1978年7月20日）最高第82名
15. ／（1979年1月20日）最高第31名
16. ／（1979年6月5日）最高第41名
17. ／（1979年12月1日）最高第2名
18. （1980年3月5日）最高第48名
19. Yes-No／（1980年6月21日）最高第8名
20. ／（1980年12月1日）最高第35名
21. I LOVE YOU／（1981年6月21日）最高第6名
22. ／Christmas Day（1981年12月1日）最高第23名
23. （1982年2月1日）最高第37名
24. YES-YES-YES／（1982年6月10日）最高第6名
25. （1984年4月21日）最高第2名
26. （1984年7月18日）最高第15名
27. ／CITY NIGHTS（1984年9月21日）最高第14名
28. call／（1985年2月21日）最高第7名
29. ／LAST NIGHT（1985年5月22日）最高第7名
30. （1985年9月21日）最高第9名
31. ENDLESS NIGHTS／EYES IN THE BACK OF MY HEART（1985年11月30日）最高第26名
32. IT'S ALL RIGHT (ANYTHING FOR YOU)／IT'S QUITE ALL RIGHT (INSTRUMENTAL)（1987年3月4日）最高第20名
33. (as close as possible)／Tiny Pretty Girl（1987年5月25日）最高第29名
34. -INSTRUMENTAL VERSION-（1988年1月25日，CD單曲版：1988年2月25日 　*CD單曲版則收錄不同配唱版本「-Another Version-」）最高第11名
35. she's so wonderful／（1988年7月25日）最高第80名
36. （1988年10月25日）最高第82名
37. ／（2016年5月11日，重發版）富士電視台電視劇《OUR HOUSE》主題歌

### 專輯
1. （1973年6月5日）  未入榜
2. （1974年5月5日）  未入榜
3. （1975年12月20日）  最高第62名
4. SONG IS LOVE （1976年11月5日）  最高第34名
5. JUNKTION （1977年9月5日）  最高第21名
6. FAIRWAY （1978年10月5日）  最高第8名
7. Three and Two （1979年10月20日）  最高第2名
8. We are （1980年11月21日）  最高第1名
9. over （1981年12月1日）  最高第1名
10. I LOVE YOU （1982年7月1日）  最高第1名
11. NEXT SOUND TRACK （1982年9月21日）  最高第1名
12. The Best Year of My Life （1984年6月21日）  最高第1名
13. Back Streets of Tokyo （1985年8月1日）  最高第1名
14. as close as possible （1987年3月28日）  最高第2名
15. Still a long way to go （1988年6月9日）  最高第2名

### 演唱會錄音專輯
1. （1974年12月20日）
2. LIVE （1980年5月5日）最高第6名

### 非監修演唱會錄音專輯
1. （2022年6月29日，2SHM-CD:UPCY-7781/2）

將映像作品的音源經過重新混音，以SHM-CD規格方式發售。

### 精選輯
1. SELECTION 1973-78 （1978年5月5日）  最高第16名
2. SELECTION 1978-81 （1981年9月1日）  最高第1名
3. IT'S ALL RIGHT OFF COURSE SELECTION III 1984-1987 （1987年7月5日）  最高第11名

### 非團員監修精選輯
1. YES-YES-YES （1983年11月3日）  最高第2名
2. BEST COLLECTION （1985年8月31日）  最高第6名
3. （1989年1月25日）最高第36名
4. 1984→1988 （1989年2月1日）最高第17名
5. （1990年9月5日）
6. OFF COURSE Singles （1998年3月28日）
7. Off Course GREATEST HITS 1969-1989 （1998年5月21日）最高第94名
8. i(ai) （2006年12月6日）最高第5名
9. ever （2015年12月16日）最高第9名，為樂迷票選曲目精選集

### 映像作品
1. NEXT VIDEO PROGRAM（1982年11月21日）
2. Off Course 1982・6・30 -Concert in Budokan（1983年4月21日）
3. Movie The Best Year of My Life（1984年12月1日）
4. RUNNING THROUGH '84（1985年4月）
5. OFF COURSE TOUR 1987 as close as possible（1987年11月25日）
6. Off Course 1969-1989 Digital dictionary（2001年9月26日）
7. Off Course 1981.Aug.16〜Oct.30 （2002年1月30日）
8. Off Course 1982・6・30 （2007年6月27日）
9. We are 1981.2.10（未公開）

收錄專輯「We are」推出時的巡迴演唱會中，1981年2月10日於日本武道館所舉辦場次的部分畫面，當時僅提供給唱片行做促銷播放時使用，並未發行影像軟體販售。其中6首曲目後來收錄於DVD「Off Course 1969-1989 Digital Dictionary」中。

### 關聯作品
1. 1969    3rd ALL JAPAN LIGHT MUSIC CONTEST GRAND PRIX / FOLK（1970年4月，MR-1059）（收錄1969年11月2日於新宿厚生年金會館舉行的Yamaha Light Music Contest全國歌唱大賽中，民謠部門的現場演唱錄音合輯。The Off Course獲第二名，並收錄「Jane Jane」、「One Boy」兩首歌曲。）
2. （1970年5月，EP-7750）（收錄1969年由YAMAHA音楽振興会主辦的第一屆合歓作曲大賽得獎曲的精選。主要是將YAMAHA講師所製作的歌曲，由東芝的所屬歌手錄音演唱。The Off Course演唱曲目為「  Graduate」）
3. LOVE GENERATION LIVE IN CONCERT （1973年8月5日，ETP-7695～6）（東芝唱片1973年於全日本12處舉辦的所屬歌手宣傳演唱會中，於5月1日在日本武道館的現場錄音專輯。收錄。）
4. （1978年，ERS-1331）（横浜トヨペット為了促銷TOYOTA的「Corsa」汽車委託東芝製作，由Off Course演唱的非賣品唱片。作詞／杉山政美、作曲／松尾一彦，主唱則為鈴木康博。）
5. RONIN 〜ORIGINAL SOUND TRACK〜（1986年1月18日，28K-100）（1986年製作的電影原聲帶。收錄。）
6. 「ANTHOLOGY」（1977年，宣傳用非賣品）於B面收錄團員僅有小田、鈴木兩人時期，所製作的廣告曲合輯LP（A面與B面前段為既有已發售曲目精選），未公開發售。

### 寫真集
- [We are] 小学館 (1980年12月19日 ISBN;4-09-363045-3)
- Off Course 1969～1982 新興楽譜出版社 (1982年10月1日 ISBN;4-401-62037-2)
- OFF COURSE YEAR BOOK '84 扶桑社 (1984年10月31日 ISBN;4-89353-062-3)
- OFF COURSE YEAR BOOK '85 扶桑社 (1985年12月18日 ISBN;4-89353-064-X)
- OFF COURSE as close as possible 学習研究社 （1987年12月20日）
- 1989.2.26 OFF COURSE FINAL  （1989年4月20日）

## 廣告樂曲
此處僅列記專為廣告特別製作的作品。
| - -{エッソ (1972年) - マツダ・サバンナ (1973年) - 日本リーバ・ラーマ (1973年) - ミカレディー (1973年) - エチケット・ライオン (1973年) - 資生堂・赤い花見つけた (1974年) - コカコーラ (1974年) - 花王石鹸 (1974年) - ナショナル・楽園 (1974年) - 三菱 (1974年) - ニッタケ食品 (1975年) - ミリンダ (1975年) - スプライト (1975年) - 明治ブルガリアヨーグルト (1975年) - 江崎グリコ・グリコ天然ジュース (1976年) - カネボウ・キャンディ (1976年) - カルピス・ソーダ (1976年) - カシオトロン (1976年) - グリコ・ナッチェル (1976年) - ワコール (1976年) - キッコーマン・ソース (1976年) - 明治梅酒ソーダ}- | - -{川村サイクル - 住友金属 - ゼロックス - ライオン・ネオスマイル - 花王トニック・シャンプー - LOVE化粧品 - 日本リーバ・ブルックボンド紅茶 - 味の素 - ニーナ - 仁丹 - 日本石油 - ネッスル・コーヒー - ハウス・ジャワ・カレー - 日産スカイライン (1976年) - 月星化成ベンチャー - 花王・エッセンシャルシャンプー (1976年) - 丸井 - ライオン・エメロンクリームリンス - 日立冷凍冷蔵庫 (1976年) - 明治・ポテト・スティック - ファンタ (1976年, 1977年) - 花王・ソフィーナ}- | - -{ケロッグ - ダイエー - 花王エッセンシャル・リンス (1976年) - コーセー化粧品 (1976年) - グリコ・セシル・チョコレート - グリコ・コメッコ (1976年, 1977年) - コーセー・リリカル・リップ (1976年) - コーセー・ミニバーグ (1976年) - ブルボン・アルル (1976年) - ヤマハ・スキー (1976年) - ライオン・エメロンオイルリンス - シャープ (1976年) - ジョンソン (1976年) - トーリ・クッションフロア (1977年) - 全日空・秋の北海道ツアー (1977年) - 不二家 (1977年) - バネット・ライオン (1977年) - リボンシトロン (1978年) - サンテ目薬 (1978年) - トヨタ・コルサ (1978年) - タイガー魔法瓶 (1978年) - カネボウ・カナディアンソフト (1978年) - 日石チューンナップジョッキーテーマ (1973年) - RKBラジオ・ステーションジングル}- |

## 其他歌手翻唱作品
曲名依50音順序，歌手名則依發售日列記，不含自行翻唱曲。
- 
  -   (1977年11月20日  (EP:ETP-10338))
  - 沢田聖子 『Acoustic Love Ballads』 (1997年12月17日  (CD:CRCP-20165))

- 「I LOVE YOU」
  - 米倉利紀  (1999年11月10日  (CD:WPCV-10044))
  - 小林香織 『LUV SAX』 (2009年12月16日  (CD:VICJ-61614))

- 
  - 西城秀樹 『HIDEKI SONG BOOK』 (1981年3月5日  (LP:RHL-8015))
  - 岡本真夜  (1999年11月10日  (CD:WPCV-10044))
  - aki  (2004年11月3日  (CD-S:SRCL-6214))
  - pino schizzo 『pino schizzo’s Vintage Style』 (2008年1月23日  (CD:FRD-1))

- 
  - Scudelia Electro 『ULTRA SONIC』 (1997年8月27日  (CD:PSCR-5635))
  - 槇原敬之 『Listen To The Music』 (1998年10月28日  (CD:SRCL-4387))
  - 山口由子  (1999年11月10日  (CD:WPCV-10044))
  - 辛島美登里 『Eternal-One』 (2001年2月21日  (CD:TOCT-24541))
  - 鈴木真仁  (2001年10月21日  (CD:COR-14908))
  - 諫山実生  (2003年9月10日  (CD:TOCT-25157))
  - 妹尾武 『Seasons.』 (2003年11月5日  (CD:PSCR-6127))
  - 渡辺美里  (2005年8月24日  (CD:ESCL-2702))
  - GOOD LOVIN' 『ever groove』 (2006年7月12日  (CD:CSCA-015))
  - 日野良一  (2008年6月25日  (CD:GMDA-5001))
  - 羽岡佳 『HEARTFUL ORGEL 〜秋音〜』 (2008年9月26日  (CD:NECA-20063))
  - 稲垣潤一  (2008年11月19日  (CD:UICZ-4187))
  - 日野美歌  (2008年12月10日  (CD:FBCX-1034))
  - 井上昌己 『the covers of my color』 (2009年7月22日  (CD:BNSHS-4【初回限定盤】 ⁄ CD:BNSH-4【通常盤】))
  - CHIHOMI 『On/Off Sea Breeze』 (2009年7月22日  (CD:TECG-24024))

- 「YES-YES-YES」
  - 中西圭三 「bug」 (2000年2月16日  (CD-S:PIDL-1289))
  - 河村隆一  (2006年5月24日  (CD:COCP-33643))
  - 平川地一丁目  (2006年9月20日  (CD:DFCL-1291))
  -   (2009年7月15日  (CD:EPCE-5645))

- 「Yes-No」
  - REVOLUTION BAND 『DEMO TAPE-1』 (1986年5月21日  (LP:MIL-2002))
  - 椎名純平 『discover』 (2002年5月27日  (CD:AICL-1374))
  - 柏原芳恵 『ENCORE』 (2007年1月11日  (CD:FBCX-1022))
  - Chara 「FANTASY」 (2007年1月17日  (CD-S:UMCK-5160))
  -  『FACE』 (2007年6月20日  (CD:FRCA-1180))
  - 稲垣潤一  (2009年10月28日  (2CD:UICZ-4215/6【初回限定盤】 ⁄ CD:UICZ-4214【通常盤】))
  - 荻野目洋子 『Songs & Voice』 (2009年11月25日  (CD:VICL-63508))
  - Aki詩音  (2010年7月28日  (iTunes Store配信限定))

- 
  - Hi-Fi-Set 『閃光』 (1979年7月5日  (LP:ETP-80082))

- 
  - 佐藤竹善  (2002年11月20日  (CD-S:UPCH-5136))
  - Bank Band 「to U」 (2006年7月19日  (CD-S:TFCC-89180))
  - AIDS チャリティProject[1] 「RED RIBBON Spiritual Song〜生まれ来る子供たちのために〜」 (2007年11月28日  (CD-S:WPCL-10447))
  - 陳敏『affection』 (2010年7月7日  (CD:PCCR-00494))

- 
  - CHiYO 『名曲集』 (2006年8月23日  (CD:TRAK-0042))

- 
  - 佐藤竹善 『THE HITS 〜CORNERSTONES 3〜』 (2004年10月27日  (CD:UPCH-1388))
  - POSITION 『POSITION』 (2006年4月19日  (CD:CRCP-40146))
  - 中村あゆみ 『VOICE II』 (2009年6月24日  (CD+DVD:MHCL-1538/9【初回限定盤】 ⁄ CD:MHCL-1540【通常盤】))

- 
  - 辛島美登里 『Snowdrop』 (1999年12月8日  (CD:TOCT-24287))
  - Hi-Timez 「in my words〜言葉にできない」 (2004年3月3日  (CD-S:TOCT-22237))
  - PANG  (2004年6月30日  (CD:CTCR-14344))
  - 宮西希 『KOTO 2〜LOVE BALLADS〜』 (2005年4月27日  (CD:CRCI-20620))
  - Ryu  (2005年6月22日  (CD:CRCP-40111))
  - 槇原敬之 『Listen To The Music 2』 (2005年9月28日  (CD:TOCT-25748))
  - 平原綾香 『From To』 (2005年11月2日  (CD:MUCD-1131))
  - 寿和  (2006年4月26日  (CD:SDCF-1048))
  - 岩崎宏美 『Dear Friends III』 (2006年9月27日  (CD:TECI-1136))
  - 柿木原  (2006年12月6日  (CD:WQCA-1014))
  - 中西保志 『Standards』 (2007年2月21日  (CD:TLCA-73156))
  - Sotte Bosse 『Innocent view』 (2007年3月7日  (CD:bloom-010))
  - 鮫島有美子  (2007年5月23日  (CD:COCQ-84267))
  - 宇宙()  (2007年10月24日  (CD:XNUA-30002))
  - 島谷瞳 『男歌〜cover song collection〜』 (2007年12月5日  (CD+DVD:AVCD-23399/B【初回限定盤】 ⁄ CD:AVCD-23400【通常盤】))
  - TRACKBEANZ featuring Mayu Bingo 『Everlasting Tunes』 (2008年3月26日  (CD:DQC-58))
  - Smooth J 『Smooth Sound Collection vol.1』 (2008年5月5日  (CD:SMJC-1))
  - AQUA5 「AQUA FEEL AQUA SOUL」 (2008年8月27日  (CD-S+DVD:TCAC-347【初回限定盤】 ⁄ CD-S:TCAC-346【通常盤】))
  - YMCK 『YMCK SONGBOOK -songs before 8bit-』 (2008年9月24日  (CD:AVCD-23645))
  - 美野春樹 『PIANO tone 』 (2008年11月19日  (CD:COCX-35271))
  - 李東健 『LEE DONG GUN 2008 DEBUT CONCERT IN JAPAN』 (2009年2月4日  (2DVD:SIBP-140/1【初回限定盤】 ⁄ DVD:SIBP-142【通常盤】))
  - CRYSTAL BROTHERS 『〜WE LOVE J-POP〜』 (2009年3月20日  (CD:CDDD-004))
  - Dub Master X 『Dub Summer Pop』 (2009年5月13日  (CD:RZCD-46148))
  - 大橋純子 『TERRA 2』 (2009年6月10日  (CD:VPCC-81638))
  - COVERLAND 『ZOE -fall in love-』 (2009年6月17日  (CD:AVCD-23869))
  - 伊藤優  (2009年7月29日  (CD:TOCT-26788))
  - 坂本冬美 『Love Songs 〜〜』 (2009年10月7日  (CD:TOCT-26891))
  - 中村 『VOICE III〜〜』 (2010年4月28日  (CD:MHCL-1729))
  - 申昇勳 『My Favorite』 (2010年9月15日  (CD+DVD:AVCD-38129 ⁄ CD:AVCD-38130))
  - JUJU  (2010年11月17日  (CD-S:AICL-2205))

- 
  - KBC BAND 『KBC BAND』 (1986年11月21日  (LP:28RS-266))
  - 小谷美紗子  (1999年11月10日  (CD:WPCV-10044))
  - 鈴木康博 & 細坪基佳  (2000年3月20日  (CD:ENCM-2001))
  - LISA 「Only if 〜Diamonds in the Snow e.p.」 (2004年12月8日  (CD-S:RZCD-45149))
  - 宮川愛 『Love Songs』 (2007年5月23日  (CD:LTCA-00058))
  - 島袋 『 LIVE 07』 (2008年2月20日  (DVD:EIBP-104))
  - 森山良子 『春夏秋冬』 (2008年3月5日  (CD:MUCD-1177))
  - 杏里 『tears of anri 2』 (2008年7月16日  (CD:UPCH-1613))
  - 布施明 『Ballade』 (2008年9月10日  (CD:UMCK-1266))
  - anry 『On/Off 3rd season』 (2008年12月3日  (CD:TECG-26019))
  - 坂本冬美 『Love Songs II 〜〜』 (2010年12月8日  (CD:TOCT-27020))

- 
  - 古手川祐子 『bonte』 (1991年6月5日  (CD:PCCA-00275))

- 
  - Stardust Revue 『ALWAYS』 (2008年11月19日  (CD:TECI-1237))

- 
  - Scudelia Electro  (1999年11月10日  (CD:WPCV-10044))
  - Tak Matsumoto 『THE HIT PARADE』 (2003年11月26日  (CD:BMCV-8009))

- 
  - 矢野顕子  (1986年2月21日  (CD:35MD-1011))
  - 香坂 『contos3』 (1991年8月21日  (CD:FLCW-30110))
  - Something ELse 『夏唄』 (2004年8月25日  (CD:TOCT-25438))

- 
  - 西城秀樹  (1980年12月16日  (EP:RHS-15))
  - 山本潤子 『Slow Down』 (1995年9月1日  (CD:SRCL-3303))
  - the Indigo  (2006年6月7日  (CD:GNCZ-1004))
  - J-Min 『The Singer』 (2008年11月19日  (CD:AVCD-23680))

- 
  - SALT&SUGAR  (1999年11月10日  (CD:WPCV-10044))

- 
  - 神崎子 『Cresc.』 (1995年8月2日  (CD:FHCF-2240))

- 
  - RAG FAIR 『HANA』 (2004年6月30日  (CD:TFCC-89108))

- 
  - Baby Boo  (2002年11月13日  (CD:WPCL-1003))

- 
  - 大貫妙子 『Voice Colors 〜〜』 (2007年3月21日  (CD:VICL-62319))
  - chiiko 『pure voice 〜J–COVER〜』 (2008年1月16日  (CD:YRCN-95009))

- 
  - 松本英子  (2003年2月26日  (CD:BVCS-27020))

- 
  - 大木理紗  (1996年  (CD:CACE2002))

- 
  - 鈴木雅之 『Dear Tears』 (1989年9月21日  (CD:32•8H-5117))
  - 佐藤竹善  (2007年10月17日  (CD-S+DVD:UPCH-9341【初回限定盤】 ⁄ CD-S:UPCH-5493【通常盤】))

其他
- Mi-Ke  (1992年4月8日  (CD:BMCR-2313))
  - “OFF COURSE”
- 松田聖子
  - 松田自己曾在1981年6月14日舉辦的「松田聖子春季演唱會」（松田聖子スプリングコンサート）中翻唱，未發行官方音源。

## 華語樂壇翻唱作品
- （1973年專輯收錄曲）
  - 汪明荃「和平頌」（粵語）
- 
  - 周慧敏「不相信愛情」（粵語）
- 
  - 張德蘭「紫玉墜」（粵語）
  - 黃鶯鶯「一聲再見」（國語）
  - 甄秀珍「就在今夜揮別」（國語）
  - 周華健「Sayonara」（國語）／「'99 Sayonara」（英語）
  - 李翊君「再見」（國語）
  - 李中浩「心中界限」（粵語）
  - 林瓊瓏「SAYONARA」（國語）
- 
  - 劉彩玉「明月光」（粵語）
- （1979年專輯「Three and two」收錄曲）
  - 張偉文「根」（粵語）
- 
  - 齊秦「不必勉強」（國語）
  - 李克勤「情人的婚紗」（粵語）
  - 景黛音「你怕說」（粵語）
- （1978年專輯「FAIRWAY」收錄曲）
  - 黎瑞恩「夏日初吻」（粵語）
  - 阿斌「勿忘我」（國語）
- （1982年專輯「NEXT」收錄曲）
  - 區瑞強「成名的代價」（粵語）
- 
  - 邰正宵「痴心的我」（國語）
  - 呂方「不捨得你」（誰說是錯無線版）（粵語）
  - 張立基「誰說是錯」（不捨得你亞視版）（粵語）
- 
  - 張靚穎「無法言喻」（國語）
- 「IT'S ALL RIGHT (ANYTHING FOR YOU)」
  - 羅文「It's All Right」（粵語）／「輕鬆生活也不壞」（國語）
- 
  - 羅文「夜行人」（國／粵語）
  - 蔡國權「車廂歲月」（粵語）
- （1984年專輯「The Best Year of My Life」收錄曲）
  - 郭小霖「曲終人散」（粵語）
- 「Call」
  - 張德蘭「第二次戀火」（粵語）／「葉紅似火」（國語）
- 
  - 陳美玲「騙取」（粵語）

## 外部連結
- 日本EMI音樂的Off Course官方網頁（页面存档备份，存于）
- Far east cafe（页面存档备份，存于）（小田和正官方網頁）
- 鈴木康博官方網頁
- Acoustic Beatles Club（页面存档备份，存于）（松尾、清水、大間組成的樂團「ABC」官方網頁）